# Rob Mayth
Rob Mayth, pseudonimo di Robin Brandes (Hagen, 5 febbraio 1984), è un disc jockey, produttore discografico e remixer tedesco di musica hands up. È conosciuto anche con gli pseudonimi "Pimp! Code", "Dave Darell", "Azora", "Teenagerz" e "Straight Flush", secondo il genere di musica prodotta.

## Biografia
Robin nasce il 5 febbraio 1984 a Hagen, in Germania, da una famiglia di musicisti. Inizia a studiare pianoforte all'età di 8 anni, ma, con il passare del tempo, le sue vere aspirazioni lo fanno passare dallo strumento alla musica digitale. Incomincia quindi la sua carriera di produttore nel 1996, prendendo familiarità con programmi quali Dance Machine e MAGIX Music maker, scoprendo però anche i limiti che hanno questi software.
Successivamente, con l'introduzione di mezzi moderni più specifici (come FL Studio), Robin inizia a comporre pezzi hardcore e happy hardcore, rendendoli popolari per mezzo di siti come MyOwnMusic e Virtual-volume. Riscuotendo molte critiche positive, decide di perfezionarsi e, non molto tempo dopo, registra il suo primo CD demo. Nonostante nessuna casa discografica voglia firmare un contratto con lui, Rob continua a sviluppare progetti per sé e, soprattutto, per non deludere il suo pubblico.
Robin conosce per caso, tramite Internet, il produttore tedesco Waveliner, il quale tratta gli stessi generi musicali; fiducioso, decide di sottoporgli i suoi demo. Waveliner si dimostra subito interessato e, dalla loro collaborazione, nasce il primo brano firmato "Waveliner vs. Rob Mayth", Harder than ever, dimostratosi subito una hit. I vinili in vendita esauriscono in 2 settimane e già nella prima settimana il brano salta dal numero 0 al numero 11 della classifica Discomania e rimane nella playlist del DJ tedesco per 5 settimane.
Anche il brano seguente, dal titolo Children of XTC, riscuote grande successo.
Rob ha realizzato inoltre numerosi remix di brani appartenenti ad altri artisti famosi, del calibro di Special D, Groove Coverage, Sven-R-G vs. Bass-T, Cascada, Alex M. vs. Marc van Damme, Angel City e Base Attack. Essendo anche DJ oltre che compositore, Rob è passato per numerosi locali e discoteche di tutto il mondo (Tokyo, Chicago, Slovenia e Polonia fra i posti più significativi) esibendosi da solo, con le sue creazioni, o assieme ad altri DJ.

## Stilistica musicale
Lo stile hands up di Rob Mayth consiste nell'unire fra loro parti di musica pop, comprendenti arrangiamenti molto curati, melodie intense accompagnate da parti vocali (per lo più femminili) poco banali e velocità intorno ai 140 BPM, e parti di musica hardstyle, che aggiunge ai suoi brani caratteri più duri, come colpi di cassa e bassi pieni e aggressivi, effetti e campioni audio elettronici.
È interessante notare come Rob scelga di non fondere completamente le varie musicalità all'interno dei suoi brani: andando più nello specifico, ritroviamo degli intro duri, con percussioni, bassi ed effetti sonori della musica hardstyle ed electro house; successivamente si hanno sezioni introduttive del tema essenziale della canzone, molto più dolci e caratterizzate da vocalizzazioni profonde e strumentazioni largamente melodiche; poi c'è una ripresa degli accordi e della melodia del ritornello, ma trasformati con un ritmo molto più marcato, a volte innalzando anche la velocità.

## Progetti
| Pseudonimo                   | Co-produttori                           | Brani | Pubblicazione |
| Waveliner vs. Rob Mayth      | Michael Hinze                           | - Harder Than Ever - Children of XTC | - Ottobre 2003 - Luglio 2004 |
| Rob Mayth                    |                                         | - Can I Get a Witness - Barbie Girl - iPower! (vs. Floorfilla) - Herz an Herz / Heart to Heart - Feel my Love - Another Night 2k12 - Fanatic | - Luglio 2005 - Marzo 2006 - Gennaio 2007 - Giugno 2008 - Marzo 2010 - Gennaio 2012 - Febbraio 2015 |
| Tabassco vs. Spread 'N' Lick | Alfonso Bernasconi, Thomas Scheffler    | - Rock Da Gee | - Ottobre 2005 |
| L&M Project                  | Christian Probst                        | - Crazy Beatz | - Dicembre 2004 |
| Teenagerz                    | Axel Konrad                             | - Slam Down | - Aprile 2006 |
| Red Light District           |                                         | - Dream Of | - Aprile 2006 |
| Pimp! Code                   | Luca Bressan Timo Erlenbruch (dal 2007) | - We Are the Best - F*ckin' Fresh - R U Ready? - Like a Rocket - Wicked Body Moves - You Know - Raise Your Head Up! | - Maggio 2006 - Maggio 2006 - Maggio 2006 - Gennaio 2007 - Gennaio 2007 - Ottobre 2007 - Ottobre 2007 |
| Katie Jewels                 | Martijn de Vries                        | - Come Again - Burnin' Love - Never Alone (Feat. Al Storm) | - Febbraio 2007 - Gennaio 2008 - Marzo 2009 |
| Active One                   |                                         | - Massive Mood | - Agosto 2007 |
| Dan Winter vs. Mayth         | Daniel Winter                           | - Dare Me | - Settembre 2007 |
| Straight Flush               |                                         | - She's Got That Light - Lets All Chant (My Body, Your Body) | - Marzo 2007 - Settembre 2007 |
| Rob M. feat. Bar10ders       | Alex Moerman, Paul Gorbulski            | - Goodbye (Na Na Na) | - Ottobre 2007 |
| Azora                        | Martijn de Vries                        | - Make It Hard - Tell You a Secret - The Heartache - Free - All Outta Love - Lost Without A Fight | - Agosto 2005 - Dicembre 2007 - Febbraio 2008 - Agosto 2009 - Dicembre 2009 - Febbraio 2011 |
| 1Plus1                       | Martijn de Vries                        | - Off the Wall (Enjoy Yourself) | - Aprile 2008 |
| Aunt Mary                    |                                         | - Right into the Weekend - Stuck with You | - Maggio 2008 - Febbraio 2009 |
| Chasing                      |                                         | - Waiting for You | - Agosto 2008 |
| Dave Darell                  |                                         | - Children - Freeloader - Silver Surfer (feat. Hardy Hard) - Flash 2.9 (vs. Hi:Fi) - It's A Smash (vs. Spencer & Hill) - Keep Your Hands Up | - Agosto 2008 - Ottobre 2008 - Gennaio 2009 - Luglio 2009 - Fine 2009 - Giugno 2011 |
| Rob & Chris                  | Christopher Ast                         | - Superheld - WM Wahnsinn - Wahnsinn - Eskalation - Durchgemacht (feat. Sandberg) - Mond (feat. Sandberg) - 150Beatz - Autobahn - We are one (Easter rave anthem)! - Geil - Die ganze nacht - Uh la la la - Feuer frei - Rückenwind (feat. Dan O'Clock) - Wir brauchen bass - Zeitmaschine - Instabitch (feat. Udo Bonstrup) - 152 beatz | - Giugno 2009 - Giugno 2010 - Agosto 2010 - Giugno 2011 - Dicembre 2011 - Maggio 2012 - Settembre 2012 - Febbraio 2013 - Aprile 2013 - Luglio 2013 - Febbraio 2014 - Maggio 2014 - Ottobre 2014 - Maggio 2015 - Gennaio 2016 - Febbraio 2016 - Marzo 2016 - Maggio 2016 |
| Rob Mayth & DJ Neo           | Christopher Ast                         | - MC Overtaker - Emergency - Hardcore vibes | - Febbraio 2013 - Maggio 2014 - Ottobre 2015 |

## Mix
| Titolo                | Dettagli                            | Pubblicazione   |
| Hardbass Chapter 8    | - CD2 Mixed By Rob Mayth vs. DJ Neo | - Aprile 2006   |
| Future Trance Vol. 63 | - CD3 Mixed By Rob Mayth            | - Febbraio 2013 |
| TechnoBase Vol. 10    | - CD1 Mixed By Rob Mayth            | - Dicembre 2014 |

## Remix
| - 4 Strings - Take Me Away (Dave Darell Remix) - 4 Strings - Take Me Away (Katie Jewels Remix) - Age Pee - Out of the Dark (Rob Mayth Remix) - Alex M vs. Marc Van Damme - Technodisco (Rob Mayth Remix) - Alex Megane - Hurricane (Rob Mayth Remix) - Angel City - Sunrise (Rob Mayth Remix) - Aycan - Devil in Disguise (Rob Mayth Remix) - Bad Habit Boys - Weekend '09 (Dave Darell Remix) - Baracuda - La Di Da (Elektrofachgeschäft Remix) - Base Attack - Techno Rocker (Rob Mayth Remix) - Breeze & Ufo vs. Lost Witness - Love To The Stars (Azora Remix) - BT - Suddenly (Dave Darell Remix) - Cascada - Evacuate the Dancefloor (Rob Mayth Remix) - Cascada - Love Again (Rob Mayth Remix) - Cascada - How Do You Do (Rob Mayth Remix) - Ceoma feat. The Larx - Love Is More (Rob Mayth Remix) - Clubgroovers - Warriors of Love (Rob Mayth Remix) - Delaction - Free Radical (Rob Mayth Remix) - D.H.T. - Listen to Your Heart (Rob Mayth Remix) - Dreamland - Summerland (Rob Mayth Remix) - Floorfilla - Sister Golden Hair (Rob Mayth Remix) - Fragma - Memory (Rob Mayth Remix) - Groove Coverage - 21st Century Digital Girl (Teenagerz Remix) - Groove Coverage - Because I Love You (Elektrofachgeschäft Remix) - Groove Coverage - Holy Virgin (Rob Mayth Remix) - Groove Coverage - Summer Rain (Rob Mayth Remix) - Italobrothers - Love Is On Fire (Rob & Chris Remix) - Italobrothers - Welcome to the Dancefloor (Rob Mayth Remix) - Kaskade & Deadmau5 - Move For Me (Dave Darell Remix) - Kato feat. Jon - Turn The Lights Off (Dave Darell Remix) - Keira Green - All out of Love (Rob Mayth Remix) - Klingenberg - T! (Dave Darell Remix) - L&M Project - Crazy Beats (Rob Mayth Remix) - Lacuna - Celebrate the Summer 2006 (Rob Mayth Remix) | - Lance Inc - One More Try (Rob Mayth Remix) - Lazard - Your Heart Keeps Burning (Rob Mayth Remix)* - Le Brisc - Keep It Hard (Rob Mayth Remix) - Lolita Jolie - Joli Garçon (Rob & Chris Remix) - Liz Kay - You're Not Alone 2009 (Dave Darell Remix) - Manian - Hold Me Tonight (Rob Mayth Remix) - Manian - Turn the Tide 2008 (Dave Darell Remix) - Melanie Flash - Halfway to Heaven (Rob Mayth Remix) - Mental Madness Allstars - The Anthem (Rob Mayth Remix) - Mikesh - 2 Know Good (Teenagerz Remix) - Partycheckerz - Baby I Love Your Way (Rob Mayth Remix) - Paul van Dyk - For an Angel 2009 (Dave Darell Remix) - Porter Robinson - Years of War (Rob Mayth Remix) - Raveboy - Get Up 4 Dancecore (Rob Mayth vs. Pimp! Code Remix) - Ray Knox - Back in 1984 (Rob Mayth Remix) - Ray Knox - Calling Out (Rob Mayth Remix) - Ray Knox - Reach Out (Rob Mayth Remix) - Ray Knox - Summer Rain (Rob Mayth Remix) - Ray Knox - Waiting for You (Rob Mayth Remix) - Red Light District - Dream Of (Rob Mayth Remix) - Rocco - Everybody 9.0 (Elektrofachgeschäft Remix) - Rocco vs. Bass-T - I Can't Take It (Elektrofachmarkt Remix) - Rocco vs. Bass-T - Tell Me When (Rob Mayth vs. Pimp! Code Remix) - Rushroom - Don't Give Up (Rob Mayth Remix) - Scale - Fight (Rob Mayth Remix) - Scotty - The Black Pearl (Dave Darell Remix) - Sem - Restless (Rob Mayth Remix) - Sergio Ramos - Be Loved (Dave Darell Remix) - DJ Sledge Hammer - Sunshine (Rob Mayth Remix) - Sol Noir - Superstring (Dave Darell Remix) - Solar Patrol - Milky Way (Teenagerz Remix) - Special D - Come with Me (Rob Mayth Remix) - Special D - You (Rob Mayth Remix) - Stereo Palma - Dreaming (Dave Darell Remix) - Straight Flush - Let's All Chant (Rob Mayth Remix) - Styles & Breeze - Amigos (Rob Mayth Remix) - Sunrider - Fable (Dave Darell Remix) - Sven-R-G vs. Bass-T - On a Party Trip (Rob Mayth Remix) - Teenagerz - Slam Down (Rob Mayth Remix) - Tocadisco feat. Vangosh - Way of Love (Dave Darell Remix) - Topmodelz - When You're Looking Like That (Rob Mayth Remix) - Zane & Foster - Big Boom Bang (Rob Mayth Remix) |

* Conosciuto anche come "Pain & Wild - My Heart Keeps Burnin' (Rob Mayth Remix)"